# Апофіза (ботаніка)
Апофіза (грец. αποφυσις — «наріст, відросток») — елемент морфології деяких рослин. У бріології апофіза — виріст різного розміру і форми, розташований біля основи коробочки деяких мохів (наприклад, у зозулиного льону). У дендрології так називається ромбічний майданчик на потовщеному кінці зрілої сім'яної луски в шишки сосни.